# Juan Antonio Bayona
Juan Antonio García Bayona (Barcelona, 1975. május 9. –) ötszörös Goya-díjas spanyol filmrendező.
Rendezései közé tartozik az Árvaház (2007) című horrorfilm, A lehetetlen (2012) című filmdráma és a Váratlan jóbarát (2016) című fantasyfilm. 2018-ban a Jurassic World: Bukott birodalom című sci-fi kalandfilmet, a Jurassic Park-filmsorozat ötödik részét rendezte. 
Televíziós reklámfilmeket és zenei videókat is készített. 2021-ben A Gyűrűk Ura: A hatalom gyűrűi sorozat első két epizódjának rendezője volt.

## Élete és pályafutása
Barcelonában született. Az első film, amit valaha is látott, Richard Donner Supermanje volt, ami arra inspirálta, hogy rendező legyen. Tanulmányait a katalán Escola Superior de Cinema i Audiovisuals de Catalunya (ESCAC) intézményben végezte. 
19 évesen találkozott Guillermo del Toróval a Sitges-i filmfesztiválon a Cronos (1993) bemutatóján, és ismerte meg őt mint mentort. A kezdeti beszélgetések után del Toro megígérte, hogy a jövőben segíteni fogja Bayonát, ha valaha is olyan helyzetbe kerül, hogy ezt megteheti.

## Filmográfia

### Nagyjátékfilmek
| Év   | Cím                              | Forgalmazó                                   |
| ---- | -------------------------------- | -------------------------------------------- |
| 2007 | Árvaház                          | Warner Bros.                                 |
| 2012 | A lehetetlen                     | Warner Bros. / Summit Entertainment          |
| 2016 | Váratlan jóbarát                 | Universal Pictures / Entertainment One Films |
| 2018 | Jurassic World: Bukott birodalom | Universal Pictures                           |
| 2023 | A hó társadalma                  | Netflix                                      |

### Rövidfilmek
- My Holidays (1999)
- The Spongeman (2002)

### Televízió
| Év   | Cím                            | Forgalmazó         | Megjegyzés                     |
| ---- | ------------------------------ | ------------------ | ------------------------------ |
| 2014 | Londoni rémtörténetek          | Showtime           | Epizód: "Night Work", "Séance" |
| 2021 | A Gyűrűk Ura: A hatalom gyűrűi | Amazon Prime Video | 2 epizód                       |

## Díjak és jelölések
| Év   | Cím                               | Kategória                     | Eredmény | Film             |
| ---- | --------------------------------- | ----------------------------- | -------- | ---------------- |
| 2008 | Goya-díj                          | legjobb új rendező            | Elnyerte | Az árvaház       |
| 2012 | Detroiti Filmkritikusok Társasága | legjobb rendező               | Jelölve  | A lehetetlen     |
| 2013 | Goya-díj                          | legjobb rendező               | Elnyerte | A lehetetlen     |
| 2013 | Gaudí-díj                         | legjobb rendező               | Elnyerte | A lehetetlen     |
| 2013 | Capri-díj                         | Capri rendezői díj            | Elnyerte | A lehetetlen     |
| 2013 | Capri-díj                         | Capri európai rendezői díj    | Elnyerte | A lehetetlen     |
| 2013 | Cinema Writers Circle Díj         | legjobb rendező               | Jelölve  | A lehetetlen     |
| 2016 | Goya-díj                          | legjobb rendező               | Elnyerte | Váratlan jóbarát |
| 2017 | Gaudí-díj                         | legjobb rendező               | Elnyerte | Váratlan jóbarát |
| 2017 | Premios Feroz                     | legjobb rendező               | Jelölve  | Váratlan jóbarát |
| 2023 | Capri-díj                         | Cult díj                      | Elnyerte | A hó társadalma  |
| 2024 | BAFTA-díj                         | legjobb nem angol nyelvű film | Jelölve  | A hó társadalma  |
| 2024 | Gaudí-dj                          | legjobb európai film          | Elnyerte | A hó társadalma  |
| 2024 | Goya-díj                          | legjobb rendező               | Elnyerte | A hó társadalma  |
| 2024 | Goya-díj                          | legjobb film                  | Elnyerte | A hó társadalma  |
| 2024 | Goya-díj                          | legjobb adaptált forgatókönyv | Jelölve  | A hó társadalma  |

## Fordítás
- Ez a szócikk részben vagy egészben  a   Juan Antonio Bayona című angol Wikipédia-szócikk fordításán alapul.  Az eredeti cikk szerkesztőit annak laptörténete sorolja fel. Ez a jelzés csupán a megfogalmazás eredetét és a szerzői jogokat jelzi, nem szolgál a cikkben szereplő információk forrásmegjelöléseként.